# Trattato di Vienna (1921)
Il Trattato di pace USA-Austria è un trattato di pace tra gli Stati Uniti e l'Austria, firmato a Vienna il 24 agosto 1921, all'indomani della prima guerra mondiale. Questo trattato di pace separato era necessario perché il Senato degli Stati Uniti si rifiutò di consigliare ed acconsentire alla ratifica del trattato di Saint-Germain-en-Laye multilaterale del 1919.

## Contesto
Durante la prima guerra mondiale, l'Austria – che formava il nucleo dell'Impero austro-ungarico – venne sconfitta dalle potenze alleate, una delle quali erano gli Stati Uniti d'America. Il governo degli Stati Uniti dichiarò guerra all'Austria-Ungheria il 7 dicembre 1917. Alla fine della guerra nel 1918, l'Austria-Ungheria si disintegrò e l'Austria divenne una repubblica indipendente.
Nel 1919, le vittoriose potenze alleate tennero una conferenza di pace a Parigi per formulare trattati di pace con gli imperi centrali sconfitti. Alla conferenza venne concluso un trattato di pace con il governo austriaco. Sebbene il governo degli Stati Uniti fosse tra i firmatari di quel trattato, il Senato rifiutò di ratificare il trattato a causa dell'opposizione all'adesione alla Società delle Nazioni.
Di conseguenza, i due governi avviarono negoziati per un trattato di pace bilaterale non collegato alla Società delle Nazioni. Tale trattato venne concluso il 24 agosto 1921.

## I termini del trattato
L'articolo 1 obbligava il governo austriaco a concedere al governo degli Stati Uniti tutti i diritti ed i privilegi di cui godevano le altre potenze alleate che ratificarono il trattato di Saint-Germain.
L'articolo 2 specificava quali articoli del trattato di Saint-Germain si applicassero agli Stati Uniti.
L'articolo 3 prevedeva lo scambio delle ratifiche a Vienna.

## Conseguenze
Il trattato venne integrato da un trattato firmato a Washington il 26 novembre 1924, che prevedeva l'istituzione di una commissione mista USA-Austria-Ungheria per decidere l'ammontare delle riparazioni che i governi austriaco e ungherese dovevano pagare agli Stati Uniti.